# Hypercalymnia viridivariegata
Hypercalymnia viridivariegata är en fjärilsart som beskrevs av Emilio Berio 1939. Hypercalymnia viridivariegata ingår i släktet Hypercalymnia och familjen nattflyn. Inga underarter finns listade i Catalogue of Life.